# Navarretia rosulata
Navarretia rosulata är en blågullsväxtart som beskrevs av August Brand. Navarretia rosulata ingår i släktet navarretior, och familjen blågullsväxter. Inga underarter finns listade i Catalogue of Life.